# Souffles (revue marocaine)
Pour les articles homonymes, voir Souffles.
Souffles (en arabe : أنفاس, Anfās) est une revue trimestrielle culturelle et littéraire marocaine d'avant-garde, publiée à Rabat entre sa création en 1966 et son interdiction en 1972. Publiée d'abord en français, puis également en arabe, elle était dirigée par Abdellatif Laâbi.

## Histoire
Souffles est fondée en 1966 à Rabat par un petit groupe de poètes et d'artistes marocains incluant le rédacteur en chef Abdellatif Laâbi, ainsi que Mostafa Nissaboury, Mohammed Khaïr-Eddine, Bernard Jakobiak, Mohammed Melehi, Hamid El Houadri et Mohammed Fatha. Le magazine devient rapidement le principal véhicule d'expression pour une nouvelle génération d'écrivains, poètes, artistes et intellectuels qui veulent exprimer une nouvelle esthétique au Maghreb, s'opposant au statu quo artistique et au complexe d'infériorité hérité du colonialisme.
Dès son premier numéro, Souffles s'écarte du traditionnel antagonisme entre culture francophone et arabophone en encourageant des traductions et collaborations et en publiant trois numéros bilingues. Le logo de la revue, un soleil noir rayonnant, évoque les idées de rébellion et l'ambition de les diffuser à travers le monde arabe et au-délà. Souffles attire bientôt de nombreux talents venus du Maroc, du Maghreb et plus largement du tiers monde. Tahar Ben Jelloun et Mohamed Loakira font partie des jeunes poètes lancés par la revue.
En 1968, Abraham Serfaty rejoint l'équipe éditoriale. In 1969, Souffles publie une édition spéciale dédiée à la Palestine sous le titre Pour la révolution palestinienne. Dans un contexte revanchard après la défaite arabe dans la guerre des Six Jours, et contestataire après les manifestations de mai 68 en France, Laâbi et Serfaty décident que la littérature ne suffit plus. Ainsi, la poésie prend de moins en moins de place dans le magazine, au profit d'articles engagés politiquement, avec une coloration marxiste-léniniste. Souffles couvre désormais des sujets de politique nationale et étrangère, dont le conflit israélo-arabe, la décolonisation de l'Afrique, le système bancaire international ou les mouvements indépendantistes au Sahara occidental.
En 1970, Serfaty et Laâbi fondent Ila Al Amame (إلى الأمام), mouvement politique clandestin d'inspiration marxiste-léniniste. Le mouvement du 23 Mars (حركة 23 مارس), qui partage des convictions similaires, est fondé à la même époque en l'honneur des victimes des événements du 23 mars 1965. Souffles devient alors de facto le porte-parole de ces mouvements révolutionnaires. En 1971, le magazine lance sa version arabe : Anfas (أنفاس). En 1972, des activistes sahraouis liés à ces deux mouvements, menés par El-Ouali Moustapha Sayed, publient leur désir de transformer le Sahara occidental en foyer révolutionnaire à partir duquel le peuple marocain pourra être libéré du régime réactionnaire en place et de la bourgeoisie comprador.
À la suite de cette déclaration et alors que la ligne éditoriale de Souffles est devenue fermement opposée au régime d'Hassan II, les autorités marocaines interdisent la parution de la revue après 22 numéros en français et huit en arabe. Laâbi et Serfaty sont arrêtés, torturés et condamnés à des peines de prison. Grâce à une campagne internationale pour sa libération et après avoir reçu plusieurs prix internationaux de poésie pendant sa captivité, Laâbi sort de prison en 1980. Serfaty, capturé en 1974, passe 17 ans en prison ; à sa libération en 1991, il est déchu de sa nationalité marocaine et exilé en France.
Du 7 au 9 avril 2016, lors du cinquantenaire de la revue, une commémoration et un colloque ont été tenus à Rabat. A cette occasion, la Fondation Laâbi a été lancée dont l'objectif est de promouvoir la culture au sein de la société marocaine. Un ouvrage réunissant les actes du colloque a été publié en 2016 par les éditions du Sirocco.